# Der Teutsche Merkur
Der Teutsche Merkur byl německý literární časopis, který vycházel ve Výmaru v letech 1773–1789, následně pak v letech 1790–1810 pod názvem Der neue Teutsche Merkur.
Časopis vydával Christoph Martin Wieland. Ke spolupráci získal mimo jiné J. W. Goetha, J. G. Herdera a F. Schillera. V tehdejší době se jednalo o nový typ literárního časopisu, který se vedle kritiky věnoval různým literárním tématům a formám a zaměřoval se též na komentáře k dobovému politickému dění. Představoval tak "národní časopis" podle vzoru Mercure de France.